# Phantyna bicornis
Phantyna bicornis là một loài nhện trong họ Dictynidae.
Loài này thuộc chi Phantyna. Phantyna bicornis được James Henry Emerton miêu tả năm 1915.